# Sejed-Rasi Mussawi
Sejed-Rasi Mussawi oder (Sayyid) Razi Mussawi (persisch رضی موسوی, DMG Rażī Mussavī; * 1962 in Zandschan, Iran; † 25. Dezember 2023 in Saida Zaineb, Syrien), war ein iranischer Brigadegeneral der Al-Kuds-Brigade, einer Einheit der Islamischen Revolutionsgarde Irans. Angeblich wurde Mussawi im Jahr 2023 von Israel bei einem Luftangriff auf Saida Zaineb in Syrien in einem Vorort von Damaskus getötet. Die Israelische Regierung kommentierte diese Vermutung nicht. Der General war in Syrien zuständig für die Militärische Koordination zwischen dem Verbündeten und Iran. Unabhängig bestätigt wurde das bisher nicht.
Bei seiner Trauerfeier in Teheran wurde von Hussein Salami, dem Befehlshaber der Revolutionsgarden, Rache für seinen Tod angekündigt. Einzig angemessen sei Salamis Meinung nach die Beseitigung Israels.